# مادنه
مادنه (به عربی: مادنة) یک شهرداری در الجزایر است که در استان تیارت واقع شده‌است.